# Rob Zombie
Rob Zombie (echte naam: Robert Bartleh Cummings, Haverhill (Massachusetts), 12 januari 1965) is een Amerikaans zanger, schrijver en filmregisseur. Hij richtte in 1986 de inmiddels uiteengevallen Amerikaanse metalband White Zombie op en begon in 1996 een solocarrière onder de naam Rob Zombie.
Zombies carrière als regisseur begon met de horrorfilm House of 1000 Corpses, die ondertussen een cultstatus heeft. Twee jaar later kwam het vervolg The Devil's Rejects uit, die wat toegankelijker was voor het grote publiek. In oktober/november 2007 kwam zijn remake van John Carpenters Halloween uit.
Zombie maakte een trailer van een niet-bestaande film getiteld Werewolf Women of the S.S.. Deze maakt deel uit van een serie promotiefilmpjes van niet-bestaande projecten die Quentin Tarantino en Robert Rodriguez voor hun dubbele film Grindhouse plakten.

## Muziek

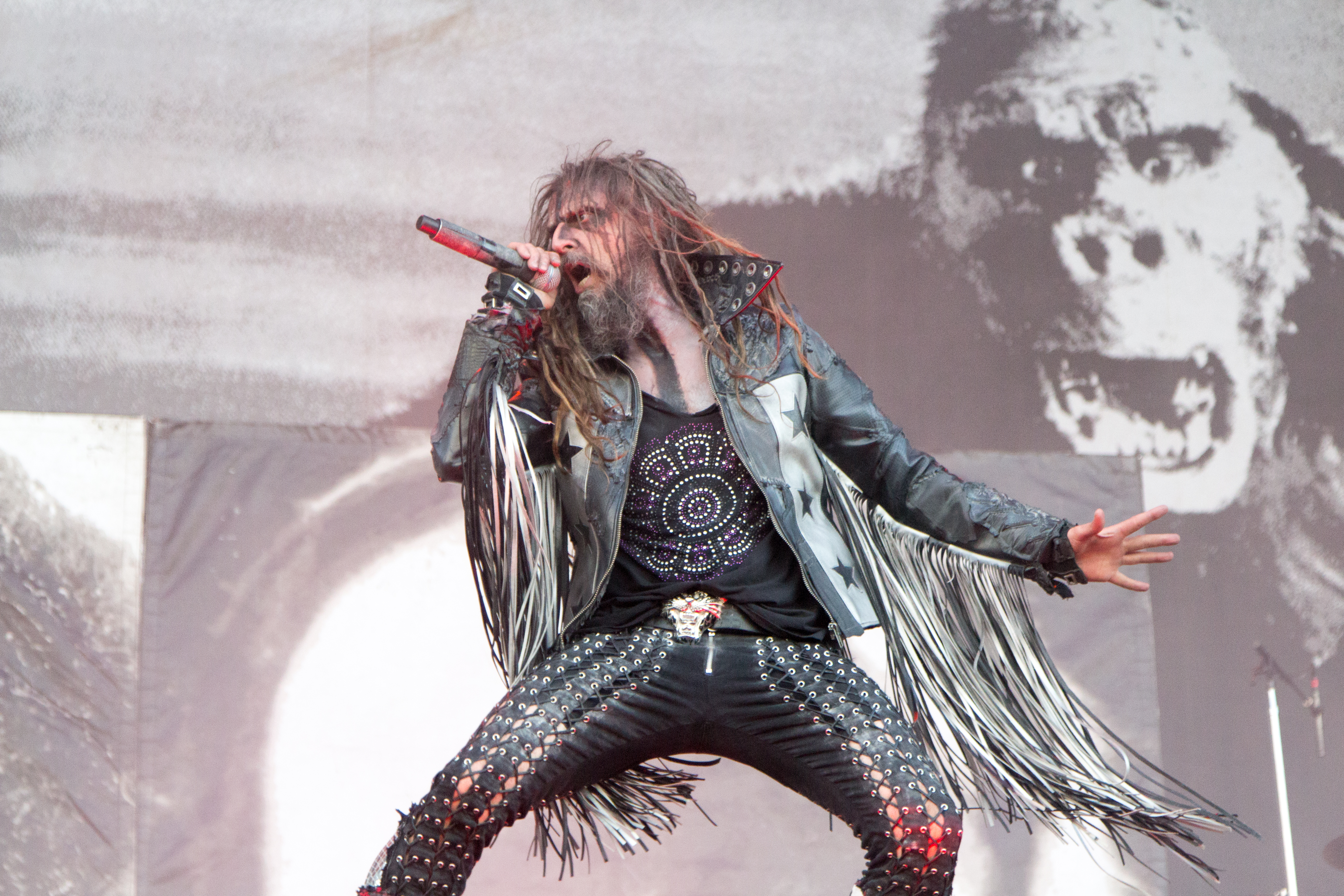
Rob Zombie (Nova Rock 2014)

Zombie richtte zijn eerste label op onder de naam Zombie-A-Go-Go. Het label concentreerde zich voornamelijk op heavymetalbands die horrortrekjes hadden. Ook de band van zijn jongere broer Michael, de metalpunkband Powerman 5000, was aangesloten bij het label. Hij is tevens de manager van de band.
Zombie concentreerde zich op zijn soloproject, dat in 1998 begon met het uitkomen van zijn debuutalbum Hellbilly Deluxe. Het haalde in de Verenigde Staten driemaal platina. Het album was minder op metal gericht dan de muziek van White Zombie. Er zijn enkele stevige hardrocknummers van dit album op verschillende soundtrack-cd's opgenomen, zoals Superbeast en Dragula. In de jaren van zijn debuutalbum toerde Zombie veel. Hij bracht in 1999 het remixalbum American Made Music to Strip By uit.
In 2001 bracht hij zijn tweede soloalbum uit: The Sinister Urge. Om het succes van zijn eerste album te herbeleven, bracht hij er een luxe versie van uit. Het bevatte zijn eerste cd Hellbilly Deluxe, samen met enkele nieuwe nummers en een dvd. De cd kreeg de titel Hellbilly Super Deluxe. De cd Educated Horses kwam uit op 28 maart 2006.
Rob Zombie bracht zijn zevende studioalbum The Lunar Injection Kool Aid Eclipse Conspiracy uit in maart 2021.

## Privé
Zombie trouwde op 31 oktober (Halloween) 2002 met actrice Sheri Moon, met wie hij op dat moment al dertien jaar samen was. Zij speelt rollen in zijn videoclips en in al de door hem geregisseerde films.

## Discografie
- Hellbilly Deluxe: 13 Tales of Cadaverous Cavorting Inside the Spookshow International (1998)
- American Made Music to Strip By (1999) (compilatie)
- Past, Present & Future (2000) (compilatie)
- The Sinister Urge (2001)
- Educated Horses (2006)
- 20th Century Masters: The Millennium Collection (2006) (compilatie)
- Zombie Live (2007) (livealbum)
- Hellbilly Deluxe 2: Noble Jackals, Penny Dreadfuls and the Systematic Dehumanization of Cool (2010)
- Icon (2010) (compilatie)
- Icon 2 (2011) (compilatie)
- Mondo Sex Head (2012)
- Venomous Rat Regeneration Vendor (2013)
- Spookshow International Live (2015) (livealbum)
- The Electric Warlock Acid Witch Satanic Orgy Celebration Dispenser (2016)
- The Lunar Injection Kool Aid Eclipse Conspiracy (2021)

## Filmografie
- House of 1000 Corpses (2003)
- The Devil's Rejects (2005)
- Slither (2006)
- Halloween (2007)
- Grindhouse (2007, neptrailer Werewolf Women of the S.S.)
- Halloween II (2009)
- The Haunted World of El Superbeasto (2009)
- The Lords of Salem (2012)
- Guardians of the Galaxy (2014, stem)
- 31 (2016)
- Guardians of the Galaxy Vol. 2 (2017, stem)
- 3 from Hell (2019)
- The Munsters (2022)

## Trivia
- Het nummer Dragula wordt gebruikt in de spellen Twisted Metal 3 & 4, Gran Turismo 2 en tevens in de films The Matrix, Idle Hands, Paranormal Activity 4, Haunt en Book of Shadows: Blair Witch 2. Ook in een aflevering van de series The Flash en Alias komt het nummer voor.
- Het nummer Two-Lane Blacktop is te horen in het computerspel Need for Speed: Underground.